# 7196 Baroni
7196 Baroni eller 1994 BF är en asteroid i huvudbältet som upptäcktes den 16 januari 1994 av de båda italienska astronomerna Andrea Boattini och Maura Tombelli vid Cima Ekar-observatoriet. Den är uppkallad efter den italienska amatörastronomen Sandro Baroni.
Asteroiden har en diameter på ungefär 5 kilometer.